# Луатр
Луа́тр (фр. Louâtre) — коммуна во Франции, находится в регионе Пикардия. Департамент коммуны — Эна. Входит в состав кантона Вилле-Котре. Округ коммуны — Суассон.
Код INSEE коммуны — 02441.

## Население
Население коммуны на 2010 год составляло 213 человек.
| 1962 | 1968 | 1975 | 1982 | 1990 | 1999 | 2010 |
| ---- | ---- | ---- | ---- | ---- | ---- | ---- |
| 253  | 197  | 169  | 191  | 203  | 216  | 213  |

## Экономика
В 2010 году среди 139 человек трудоспособного возраста (15—64 лет) 105 были экономически активными, 34 — неактивными (показатель активности — 75,5 %, в 1999 году было 72,7 %). Из 105 активных жителей работали 97 человек (55 мужчин и 42 женщины), безработных было 8 (4 мужчины и 4 женщины). Среди 34 неактивных 14 человек были учениками или студентами, 7 — пенсионерами, 13 были неактивными по другим причинам.